# Mukuka Mulenga
Mukuka Mulenga (Kitwe, 6 de julho de 1993) é um futebolista profissional zambiano que atua como meia.

## Carreira
Mukuka Mulenga representou o elenco da Seleção Zambiana de Futebol no Campeonato Africano das Nações de 2015.